# Cathédrale de Braga
 (décembre 2023).
La cathédrale de Braga domine le centre de la vieille ville de Braga au nord du Portugal. Elle abrite le siège du l'archidiocèse de Braga.

## Caractéristiques
De façon générale, la cathédrale présente des éléments de roman, de gothique, de la Renaissance et du baroque.
De la construction romane d'origine, il ne subsiste guère que le portail sud et les voussures du portail principal ornées de scènes du roman de Renart. Le portique à arcs festonnés gothiques est l'œuvre d'artistes de Biscaye, attirés à Braga au XVIe siècle par Diogo de Sousa, évêque de Porto puis archevêque de Braga.

Cathédrale de Braga - Sé de Braga
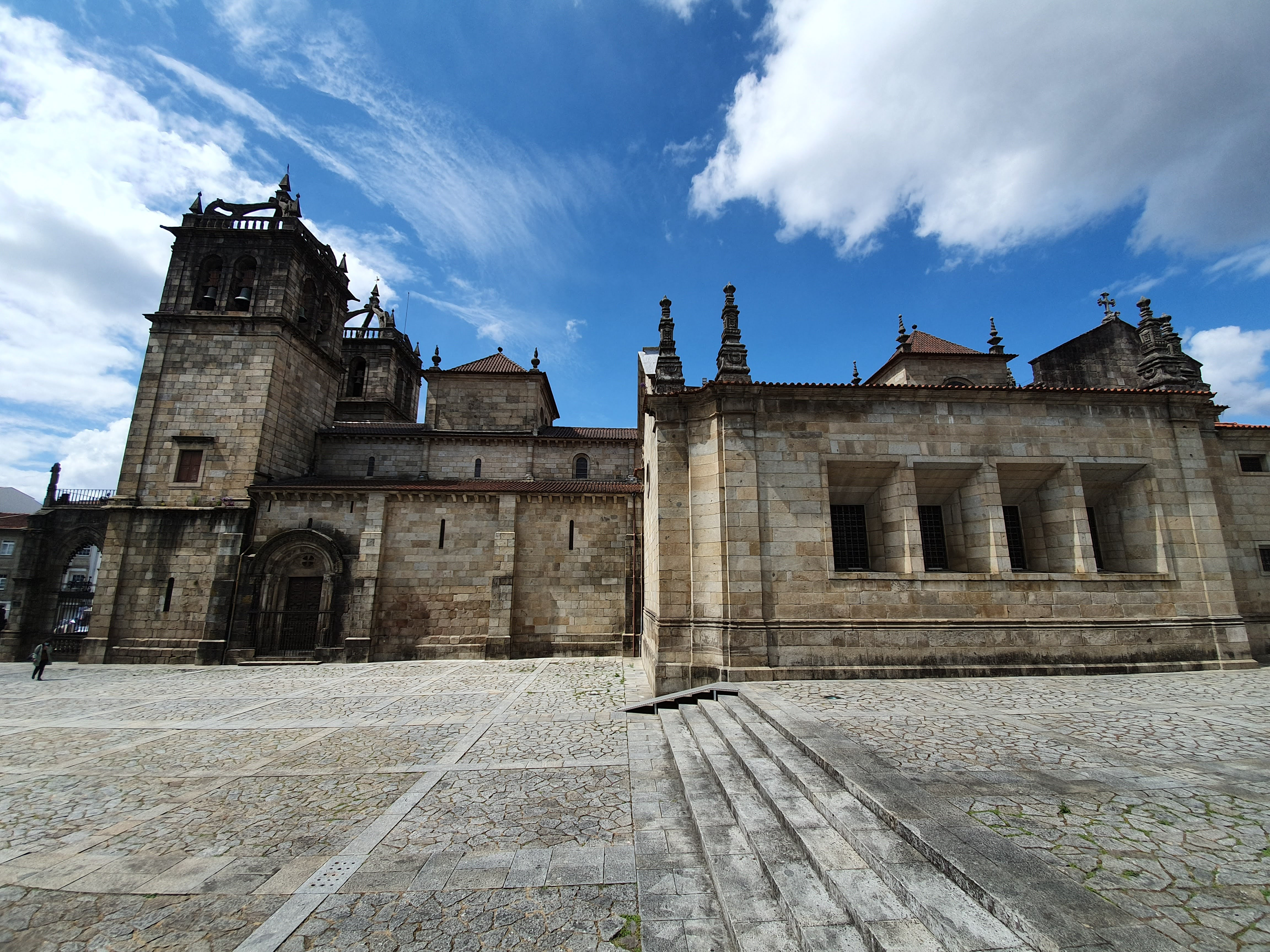
Façade latérale sud.
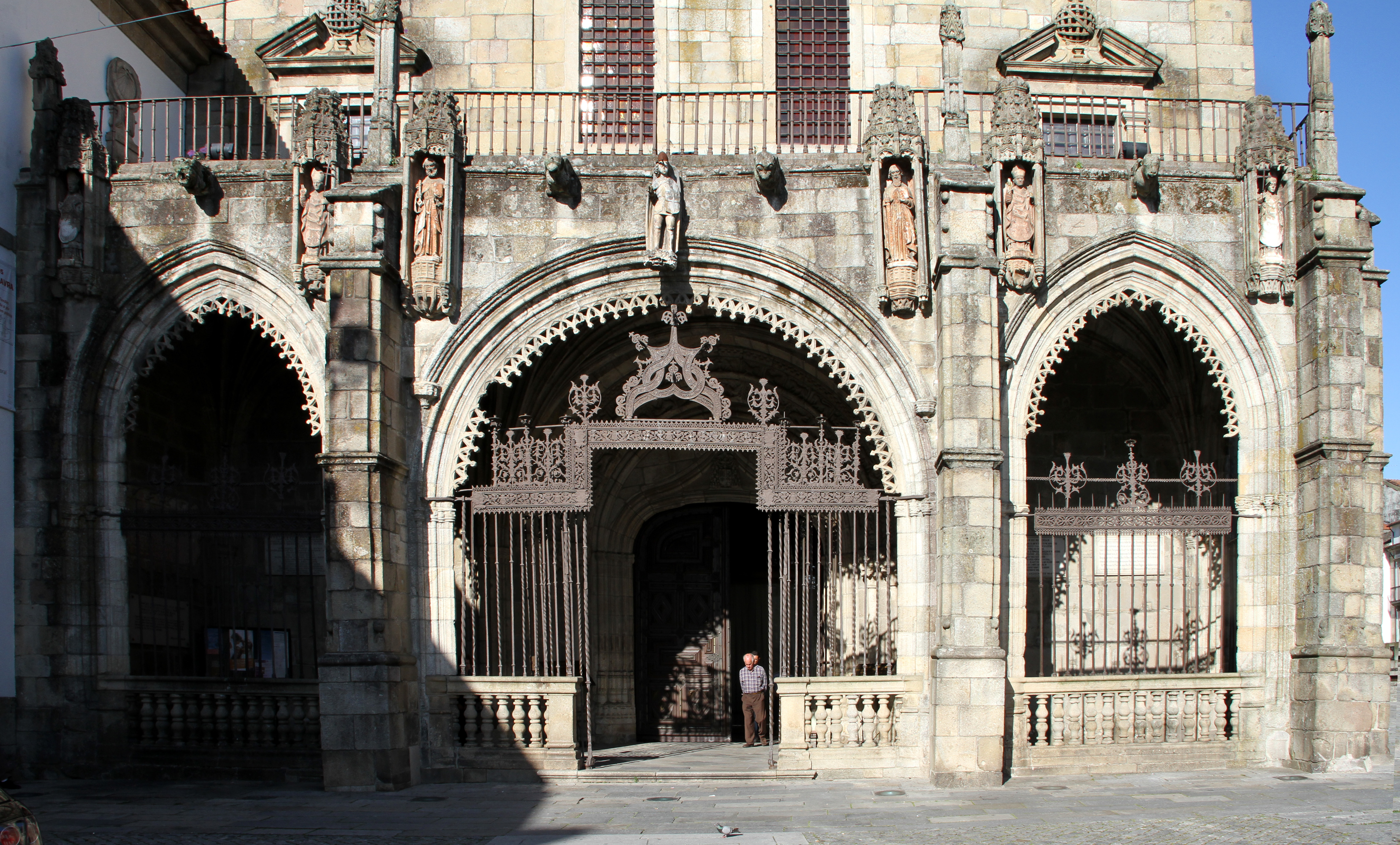
Façade principale.
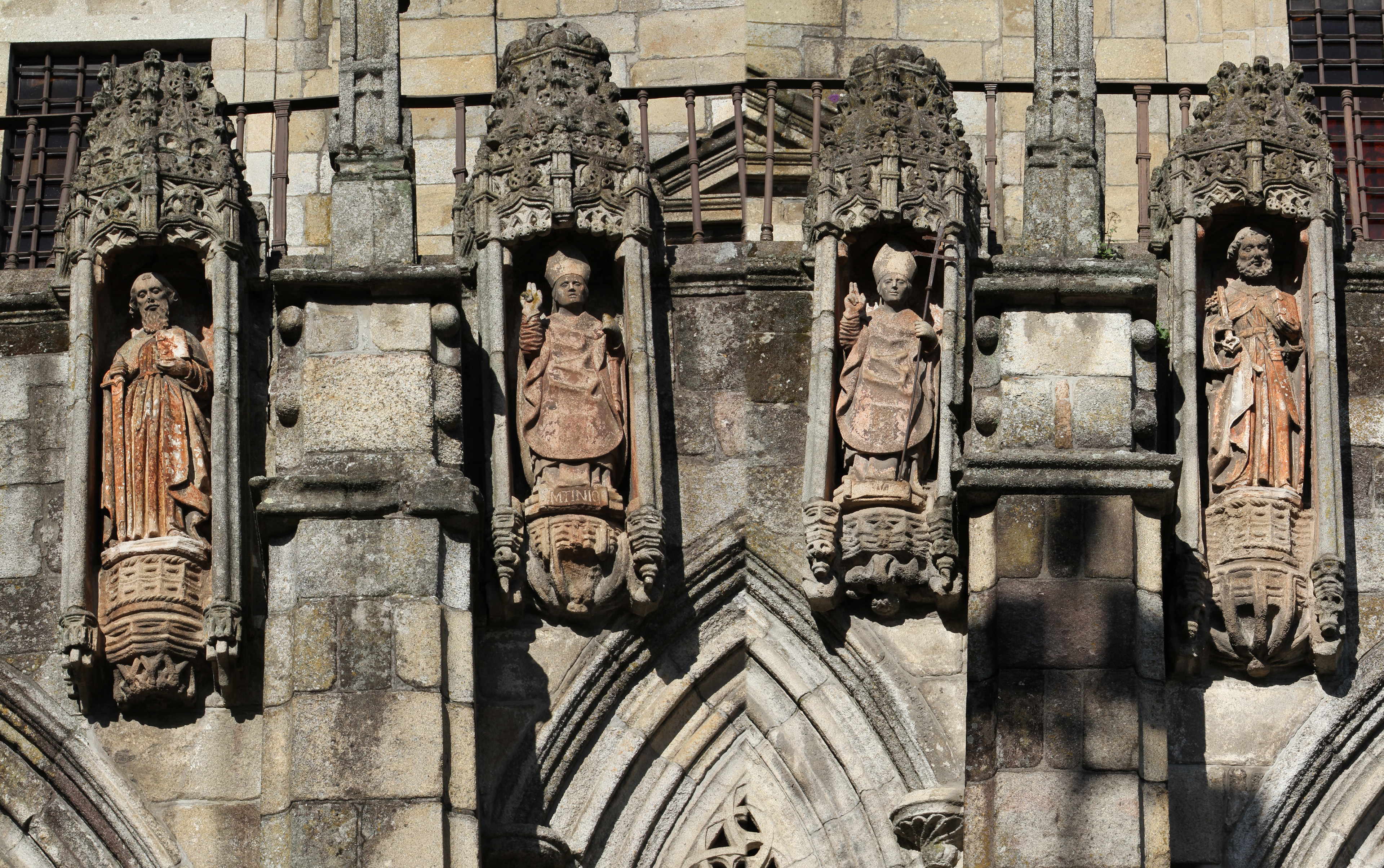
Statues du portail ouest de la façade principale.
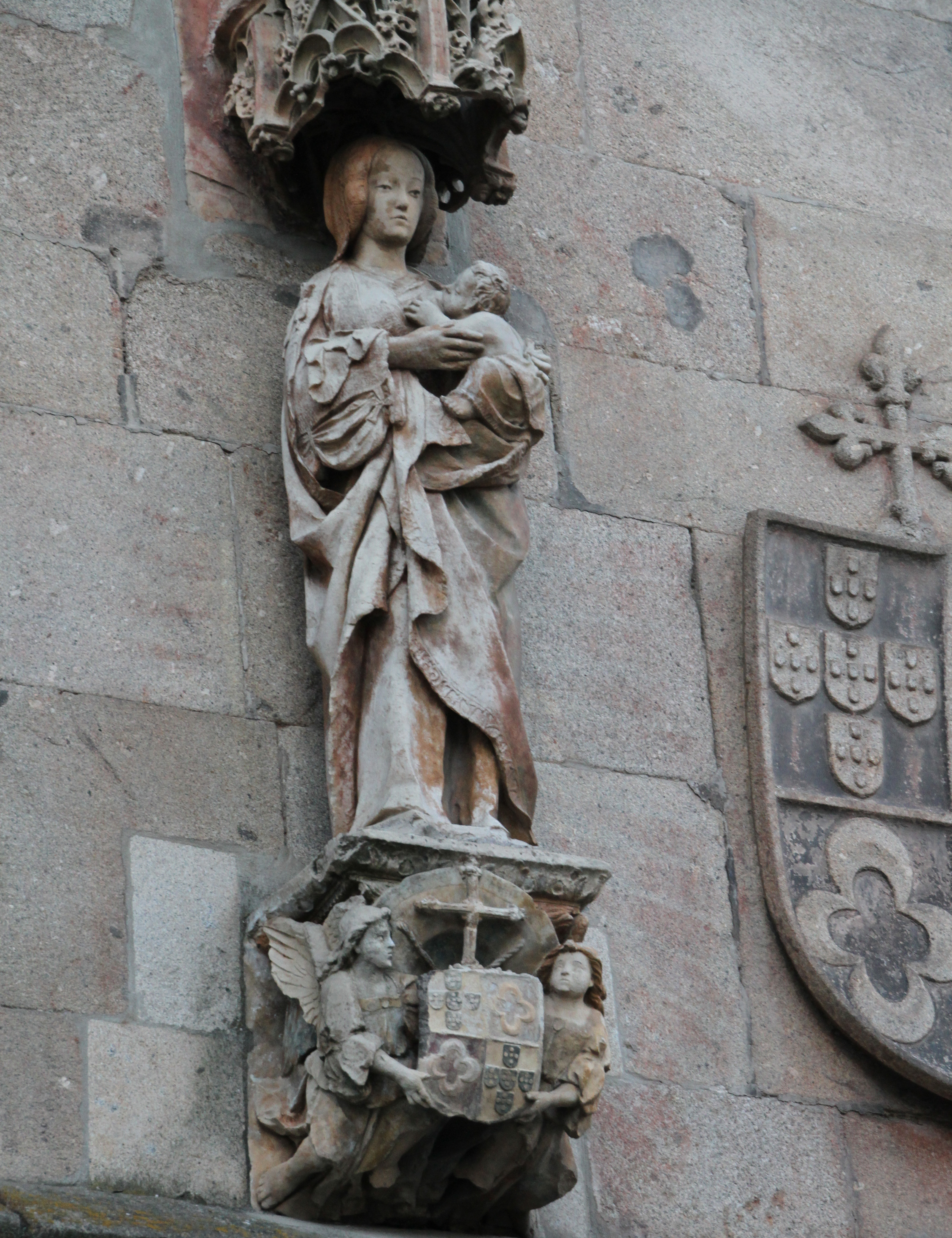
Notre-Dame du Lait de Nicolas Chantereine
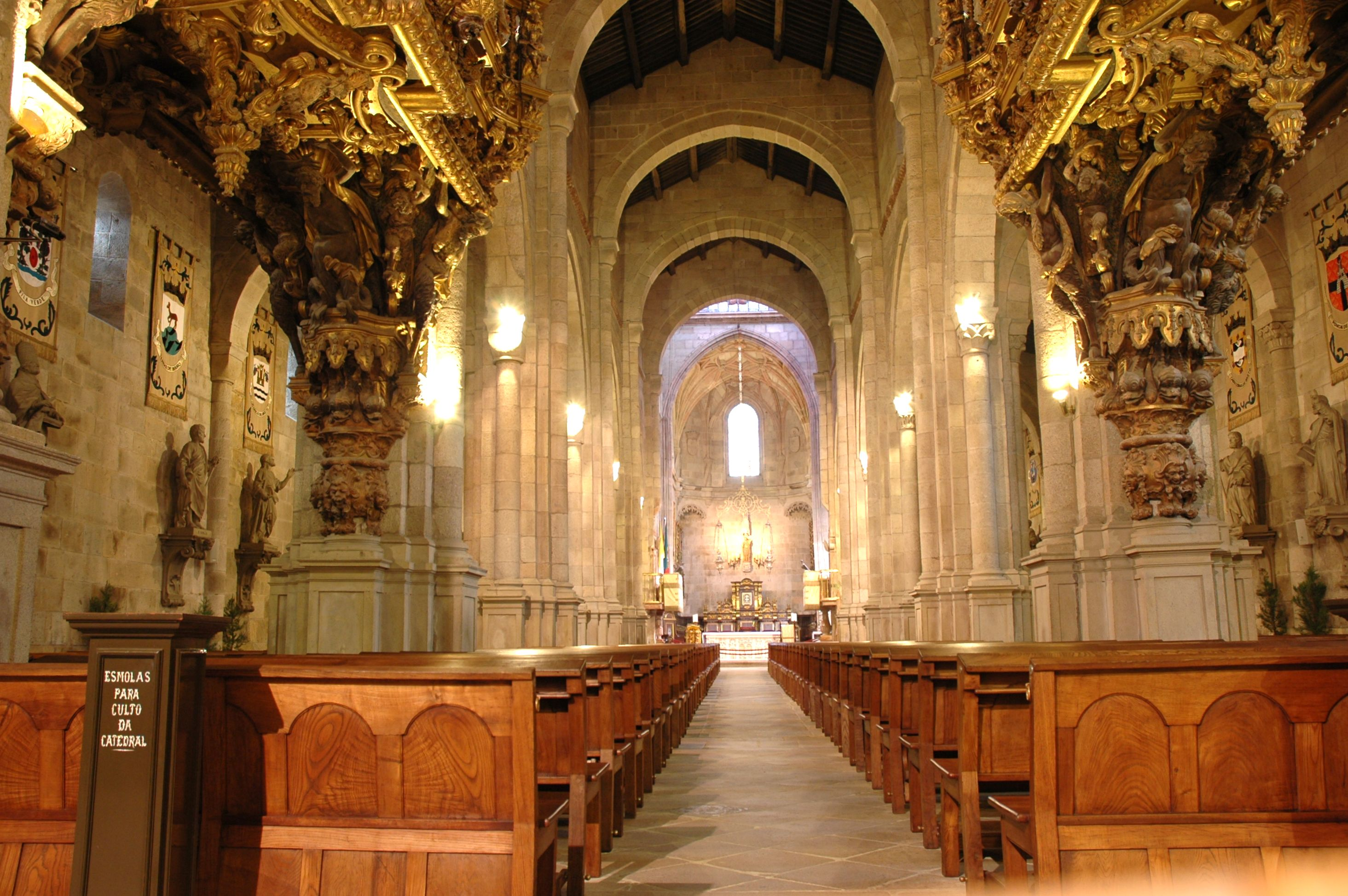
Nef.
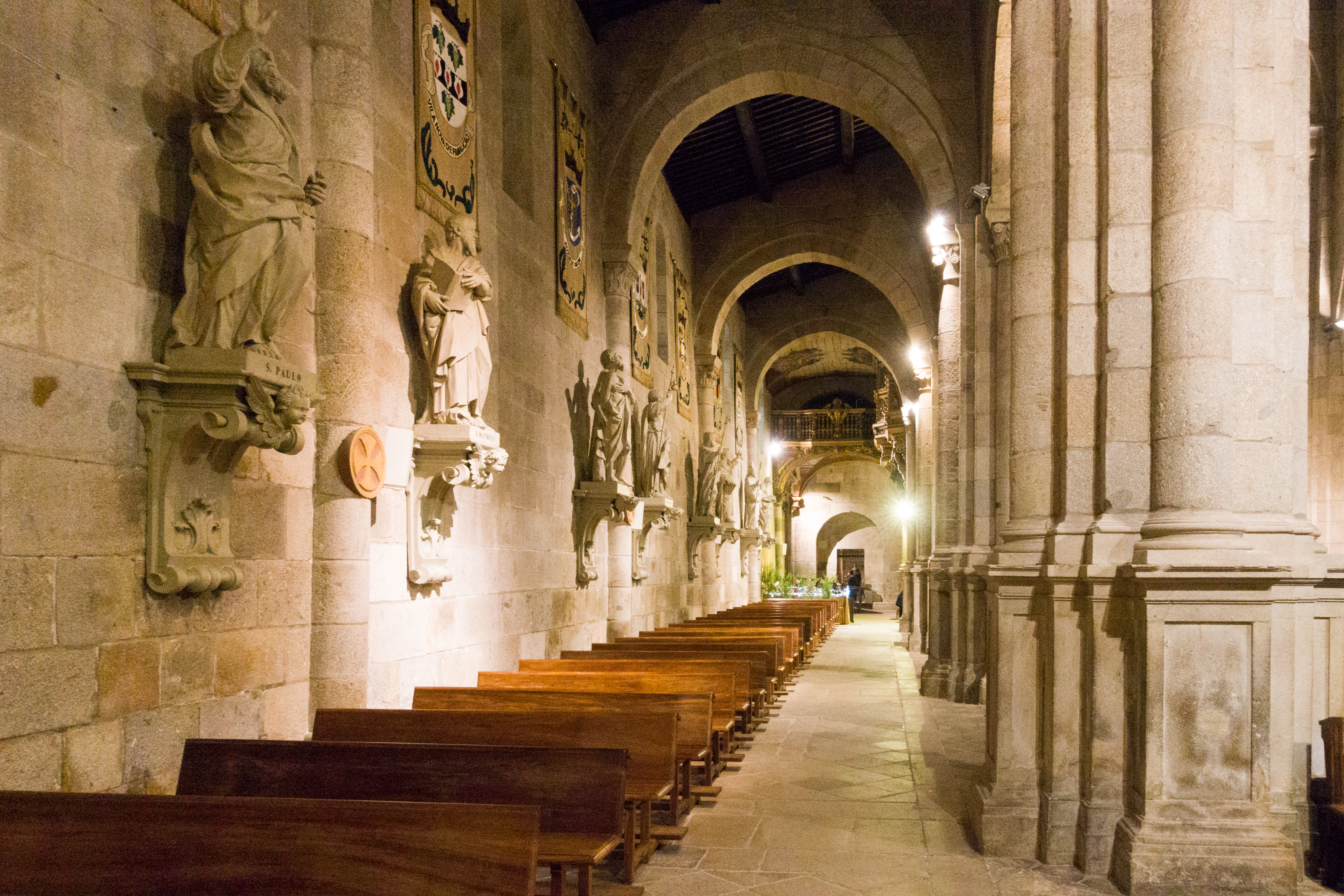
Collatéral gauche.